# Danielle de Picciotto
Danielle de Picciotto (née à Tacoma, dans l'État de Washington) est une artiste, musicienne et réalisatrice américaine, résidant et travaillant à Berlin, en Allemagne. En 1989, elle fonde, avec son partenaire de l'époque, Dr. Motte, la première Love Parade de Berlin.

## Biographie
De Picciotto est l'initiatrice du « Clubart Movement » de Berlin en 1992. Elle est chanteuse pour Space Cowboys et The Ocean Club (avec Gudrun Gut). Elle est conservatrice de la galerie Das Institut entre 1996 et 1987, et crée la série d'expositions et d'événements Kunst oder König / in, pour promouvoir les artistes, les DJ et les musiciens berlinois. Elle est ancienne membre du mouvement artistique berlinois Pop Surrealism et chante pour Die Haut avec Anita Lane, Nick Cave et Kid Congo Powers. Elle épouse en 2006 son compagnon de longue date Alexander Hacke, bassiste du groupe Einstürzende Neubauten.
De Picciotto collabore avec le Goethe Institut au niveau international pour présenter la scène culturelle berlinoise et est chargée par le ministère allemand des affaires étrangères de réaliser un court-métrage sur la culture des clubs européens en 2008. En 2012, elle devient membre du groupe Crime and the City Solution.
Elle est présentée comme une artiste importante dans le documentaire In Berlin de Michael Ballhaus et Ciro Cappellari.
En 2016, elle est invitée à suivre un cours sur la performance interdisciplinaire au HfG du ZKM Center for Media Art à Karlsruhe. Des panels et des conférences sont également proposés à la NYU, à Berlin et à l'université Folkwang de Bochum. 

## Discographie

### Albums studio
- 2015 : Tacoma (CD)
- 2019 : Deliverance (LP)
- 2020 : The Element of Love (LP)

### Space Cowboys
- 1991 : Locked and Loaded (LP)
- 1993 : Terrorist (single)

### Ocean Club
- 1996 : Pearl (LP)
- 1996 : Obsession (LP)

### Collaborations
- 1992 : Cheerio (Malarias)
- 1995 : Waiting (Divamania; Digivalley)
- 1997 : No Go (Die Haut)
- 2005 : Nackte Hunde (Mermer Records)
- 2011 : Hitman’s Hee (CD) (avec Alexander Hacke)
- 2013 : American Twilight (CD avec Crime and the City Solution de Mute Records[12])
- 2014 : The Ministry of Wolves (sortie en collaboration avec Mick Harvey, Alexander Hacke, Paul Wallfisch)
- 2016 : Perseverantia (CD/LP)  (avec Alexander Hacke)
- 2017 : Monika Werkstatt (CD/LP)
- 2017 : Monika Werkstatt Remixs (LP)
- 2017 : Unity (CD/LP)  (avec Alexander Hacke)
- 2018 : Menetekel (CD/LP) (avec Alexander Hacke)
- 2018 : Joy (CD) (avec Alexander Hacke)
- 2019 : Monika Werkstatt Ambient Session Day 1 (LP)
- 2019 : Monika Werkstatt Ambient Session Day 2 (LP)
- 2020 : The Current (CD/LP) (avec Alexander Hacke)
- 2021 : The Silver Threshold (CD/LP) (avec Alexander Hacke)
- 2022 : Keepsakes (CD/LP) (avec Alexander Hacke)
- 2024 : The Best of Hackedepicciotto - Live in Napoli (CD/LP) (avec Alexander Hacke)

## Filmographie partielle
- 2001 : Clip pour la tournée mondiale d'Alexander Hacke
- 2002 : La Ballade de John Massis (clip de Fred Alpi) (Paris)
- 2002 : Rock On (clip pour Martin Dean) (Berlin)
- 2002 : Kleiner Dicker Junge (clip pour Electrocute) (Los Angeles)
- 2004 : Einstürzende Neubauten en tournée avec neubauten.org (documentaire)
- 2006 : Throbbing Gristle; Berlin (documentaire)
- 2007 : Réalisatrice, The Mountains of Madness, avec The Tiger Lillies et Alexander Hacke.
- 2008 : The Ship of Fools (documentaire DVD/CD avec Alexander Hacke)